# Epignoma japa
Epignoma japa är en insektsart som beskrevs av Irena Dworakowska 1977. Epignoma japa ingår i släktet Epignoma och familjen dvärgstritar.
Artens utbredningsområde är Nigeria. Inga underarter finns listade i Catalogue of Life.